# Boschstraat (Maastricht)
De Boschstraat is een straat in het centrum van de Nederlandse stad Maastricht. De Boschstraat verbindt de Markt met de buurt Boschpoort en vormt tevens de scheiding tussen de centrumbuurten Statenkwartier en Boschstraatkwartier. Het is een gemengde woon- en winkelstraat, waaraan een groot aantal monumentale panden en enkele voormalige klooster- en fabriekscomplexen liggen.

## Ligging, verkeer en inrichting
De straat ligt in het noordelijk deel van het Maastrichtse stadscentrum en vormt daar de grens tussen de buurten Statenkwartier en Boschstraatkwartier. De straat loopt min of meer van zuid naar noord tussen de Markt en de Bosscherweg. De Boschstraat heeft twaalf zijstraten: aan de westzijde zijn dat van zuid naar noord: de Sint Catharinastraat, de Breulingstraat, Achter de Barakken, de Sphinxcour en de Frontensingel. Aan de oostzijde liggen: de Maastrichter Pastoorstraat, de Hochterpoort, de Lakenweversstraat, de Sint Teunisstraat, de Maasboulevard, het Bassin en de Fransensingel.
De Boschstraat is vanouds een van de hoofdstraten in het centrum van Maastricht en vervult ook nu nog een belangrijke verkeersfunctie. Het zuidelijk deel van de straat, van de Markt tot aan de kruising met Achter de Barakken / Lakenweversstraat, is verkeersluw ingericht. Op aangegeven parkeervakken is hier (betaald) parkeren mogelijk. Het noordelijk deel, met name het weggedeelte tussen de Maasboulevard en de Bosscherweg, verwerkt veel verkeer. Hier zijn geen parkeervakken. Aan beide zijden van de weg bevinden zich vrijliggende fietspaden.
Vanaf de Breulingstraat wordt de Boschstraat naar het zuiden toe geleidelijk breder. Bij de Markt is de straat ruim twintig meter breed en heeft daardoor, mede door de inrichting, een pleinachtig karakter. Het plaveisel bestaat uit natuurstenen tegels en kasseien, identiek aan dat van de Markt. Hier staan ook de meeste bomen. Aan de oostzijde bevinden zich ruime caféterrassen. Op woensdag en vrijdag staat hier de vismarkt; op zondag een antiek- en rommelmarkt.

## Geschiedenis
De naam Boschstraat verwijst naar de Boschpoort, de middeleeuwse stadspoort aan de noordelijke uitvalsweg naar 's-Hertogenbosch. De in 1870 afgebroken Boschpoort was onderdeel van de tweede middeleeuwse stadsmuur van Maastricht uit de 14e eeuw. Aan het begin van de Boschstraat, op de Houtmarkt, stond tot halverwege de 17e eeuw de Gevangen- of Hochterpoort, een overblijfsel van de eerste stadsmuur.

### Pre-industriële ontwikkeling
Aan de Boschstraat ligt sinds het midden van de 14e eeuw de Sint-Matthiaskerk, een van de vier middeleeuwse parochiekerken van Maastricht. De 'Sint-Matthijs' was vanouds een volkskerk, de kerk van de lakenwevers uit het naburige Boschstraatkwartier, later van de fabrieksarbeiders, die vlak bij de industrieën rondom het Bassin woonden. Tegenover de Sint-Matthiaskerk lag de Sint-Catharinakapel, oorspronkelijk een kerspelkapel, deel uitmakend van het Sint-Catharinagasthuis. Vóór de bouw van de Sint-Matthijs in 1351 was dit de kerk van degenen die buiten de stadsomwalling woonden. Nadat de protestanten in 1633 de Sint-Matthijs kregen toegewezen, moesten de katholieken genoegen nemen met de veel kleinere Catharinakapel, die, met korte onderbrekingen, tot 1804 in gebruik bleef. De kapel werd eind negentiende eeuw gesloopt.
Iets verderop lag het klooster van de penitenten-recollectinnen, een 17e-eeuwse afsplitsing van de grauwzusters. De streng contemplatief levende zusters vestigden zich in 1673 op de Busschuttenhof, een voormalig exercitieterrein aan de Boschstraat. Bij het beleg van 1748, 1793 en 1794 raakte het klooster ernstig beschadigd. Bij de opheffing van de orde in 1797 leefden er 23 koorzusters en 5 werkzusters. Het complex kreeg een militaire bestemming als kazerne en kledingmagazijn. In 1863 kocht Petrus (I) Regout de gebouwen, die drie jaar later afbrandden, waarna Regout er zijn fabrieken uitbreidde. Het noordelijk deel van de Boschstraat werd vanwege de vele groententuinen en boomgaarden Onder de Gerdenieren genoemd. Aan het noordoostelijk deel van de straat grensde de Biesenboomgaard, de kloostertuin van de Commanderij Nieuwen Biesen, waar de ridders van de Duitse Orde vanaf ca. 1360 waren gevestigd.
De Refugie van Hocht, ook wel Poort van Hocht genoemd, was een refugiehuis van de Abdij van Hocht, dat aanvankelijk aan de Spilstraat was gevestigd, maar in de 14e eeuw naar de Boschstraat verhuisde. Het gebouw was de stadswoning van de abdis en tevens logiesgebouw en opslagplaats voor landbouwproducten afkomstig van abdijbezittingen rondom Maastricht. Het in 1793-94 ernstig beschadigde gebouw werd in 1798 als nationaal goed verkocht en in 1851 verworven door Petrus Regout, die er eerst woningen van maakte en het in 1876 verkocht aan de zusters van het Arme Kind Jezus. Van 1981 tot 2012 gebruikte het Leger des Heils het gebouw, dat vanaf 2017 een hotel wordt.
In de 18e eeuw werden aan de Boschstraat verschillende grote stadswoningen gebouwd, sommige met de allure van een stadspaleis (bijvoorbeeld Boschstraat 60, 83, 88 en 108). Een voornaam uitziend gebouw uit ca. 1805 is het Grand Hôtel du Lévrier et de l'Aigle Noir. Het logement heette aanvankelijk Den Hasenwind, een naam die verfranst werd. In 1897 werd het hotel verkocht aan de eigenaar van het aan de overkant gelegen L'Aigle Noir. In de negentiende eeuw was het het voornaamste hotel van de stad, waar men onder andere verse zalm uit de Maas kon eten. Van 1977 tot circa 2010 was hier de Limburgse investeringsbank LIOF gevestigd.
Het noordelijk deel van de Boschstraat had aanvankelijk een gecombineerde militaire en agrarische bestemming. Naast de Boschpoort, in de loop der eeuwen uitgebouwd tot een flinke vesting, lag de militaire wacht, in 1749 geheel vernieuwd. Hier lagen enkele kazernes. Tussen de boomgaarden achter de noordwestelijke straatwand was in de 18e eeuw een buskruitmagazijn gebouwd. Na 1797 kreeg ook het Penitentenklooster een militaire bestemming. Ten zuiden van het klooster (tegenwoordig: Achter de Barakken) lagen de Boschbarakken, ook wel casernes de Bois-le-Duc genoemd. Hier en op de hoek van de Sint-Teunisstraat lagen tot begin 18e eeuw drinkwaterpoelen voor het vee.

### Industriële ontwikkeling
Aan de Boschstraat ligt de bakermat van de industriële ontwikkeling van Maastricht. In 1827 kocht de weduwe Regout-Nijsten, de moeder van Petrus Laurentius Regout, het pand Boschstraat 1303, strategisch gelegen tegenover de in het voorgaande jaar geopende binnenhaven Bassin. In het woonhuis werd een kristalslijperij gevestigd. Twee jaar later kocht Regout het aangrenzende pand Het Rood Paard, waar hij in 1834 de eerste stoommachine plaatste. Vanaf ca. 1835 breidde het complex van glas-, aardewerk-, spijker- en geweerfabrieken zich gestaag uit langs de noordzijde van de straat.

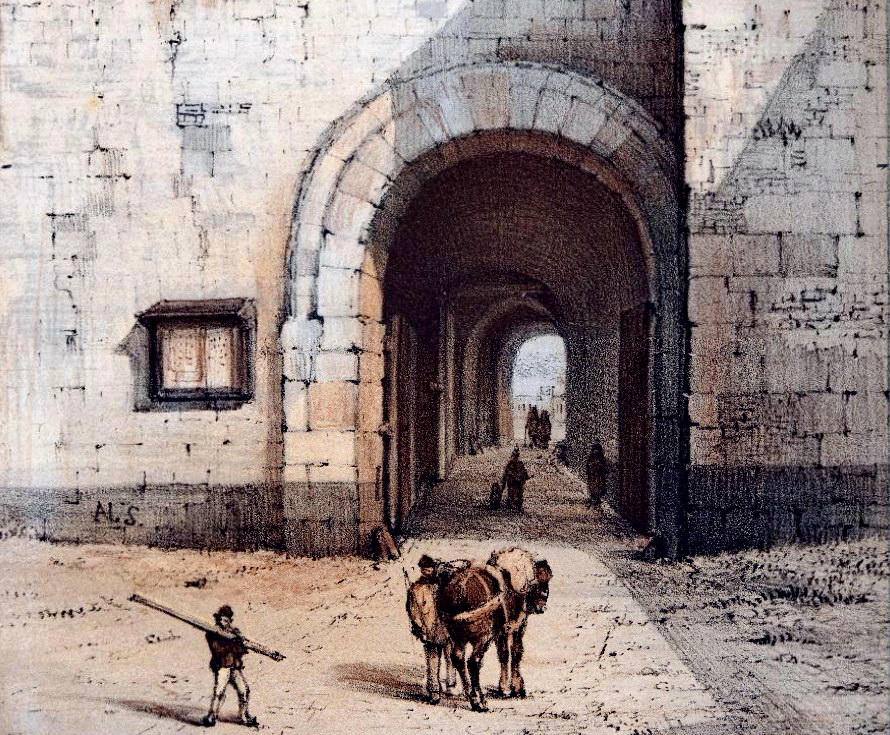
De Boschpoort in de 19e eeuw

In 1867 werd de vestingstatus van Maastricht opgeheven. In de jaren daarna werden alle stadspoorten (inclusief de Boschpoort) en een groot deel van de oude stadsmuur en de daaromheen liggende buitenwerken gesloopt. Het bestaande industrieterrein aan de noordwestzijde van de Boschstraat kon nu tot voorbij de voormalige stadsmuur worden uitgebreid en ook aan de noordoostkant van de Boschstraat, op de plek van het oude wachthuis, verrezen bedrijfsgebouwen. In 1878, het overlijdensjaar van Petrus Regout, werkten ca. 2500 mensen in de Regoutfabrieken, die een oppervlakte besloegen van 10 ha aan beide zijden van de Boschstraat. In 1864 verrees in een zijstraatje van de Boschstraat de Cité Ouvrière, een zeven verdiepingen hoog pand, aanvankelijk bedoeld voor 40 arbeidersgezinnen. In 1903 was het gebouw verworden tot een mensenpakhuis met 66 gezinnen en 266 bewoners, en was het een symbool van de arbeidersmisère in Maastricht. Vanaf 1920 werd het pand geleidelijk ontruimd, waarna het in 1938 werd afgebroken.
Van 1896 tot 1914 reed een tram door de Boschstraat: de Maastrichtsche Tram, die een traject van 2 km aflegde tussen het toenmalige Station Maastricht Staatsspoor en de Boschstraat/Maagdendries. Het betrof aanvankelijk een gastram, vanaf 1903 een paardentram. De voorganger van de Maastrichtsche Tram, de Omnibus Maestrichtois (1884-1896), had in de Boschstraat een remise en paardenstal, waarvan de gevel bewaard is gebleven als onderdeel van de Muziekgieterij. In de jaren 1930 en 1940 veranderde het aanzien van de straat sterk door de bouw van het Eiffelcomplex en bijbehorende tunnelovens, waarvoor de rij karakteristieke, witgesausde huizen langs de Boschstraat (inclusief het oorspronkelijke woonhuis van Petrus Regouts) moest verdwijnen.

### Post-industriële ontwikkeling
In 2007 verplaatste het keramiekbedrijf, sinds 1960 Koninklijke Sphinx geheten, zijn activiteiten van de Boschstraat naar een nieuw bedrijfspand op het industrieterrein Beatrixhaven, waar het nog geen drie jaar later definitief zijn poorten sloot. Voor de voormalige fabrieksgebouwen aan de Boschstraat zijn in het kader van het Plan Belvédère nieuwe bestemmingen ontwikkeld, waarvan de uitvoering door de economische crisis enigszins werd vertraagd. Het voormalige kantoorgebouw van Sphinx huisvest sinds 2015 het wetenschappelijk instituut UNU-Merit. Op de smalle strook tussen het Eiffelgebouw en de Boschstraat is een Pathé-bioscoop gebouwd. Het Eiffelgebouw zelf biedt huisvesting aan onder andere The Student Hotel. Aan de noordoostzijde van de straat zijn de voormalige Timmerfabriek en Sphinx-magazijnen ontwikkeld tot een cultureel centrum voor onder andere poppodium Muziekgieterij, architectuurcentrum Bureau Europa en filmhuis Lumière.
De Boschstraat is ook in de eenentwintigste eeuw een straat met gemengde activiteiten: woonhuizen, winkels, horeca, bedrijven en religieuze en culturele bestemmingen. In recente jaren was er vrij veel leegstand van winkelpanden. Door de opknapbeurt van het Bassin, de ontwikkeling van het cultuurcluster Sphinxkwartier en de vestiging van enkele hotels is de straat een stuk levendiger geworden.

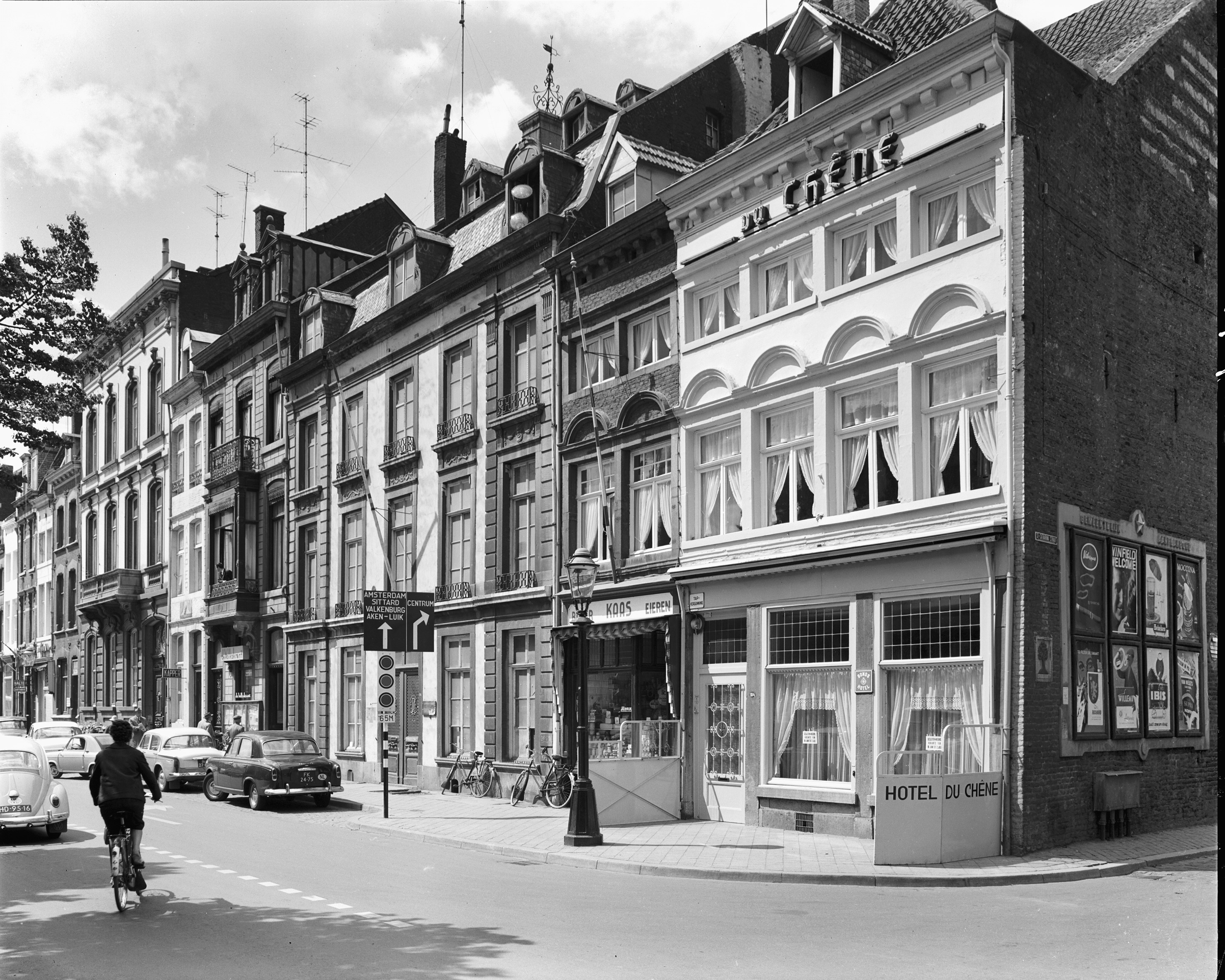
Boschstraat, 1962
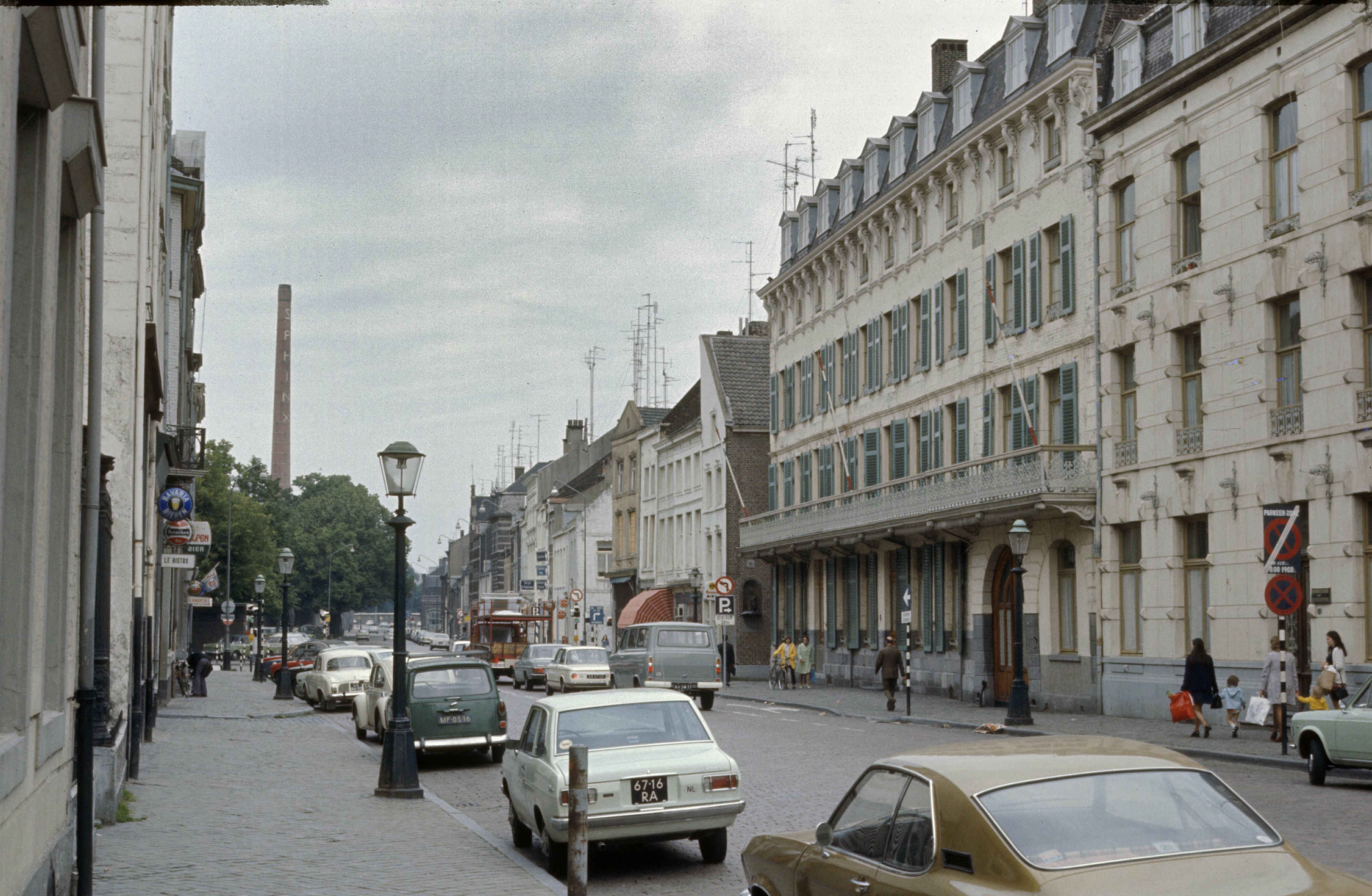
Boschstraat, ca. 1970
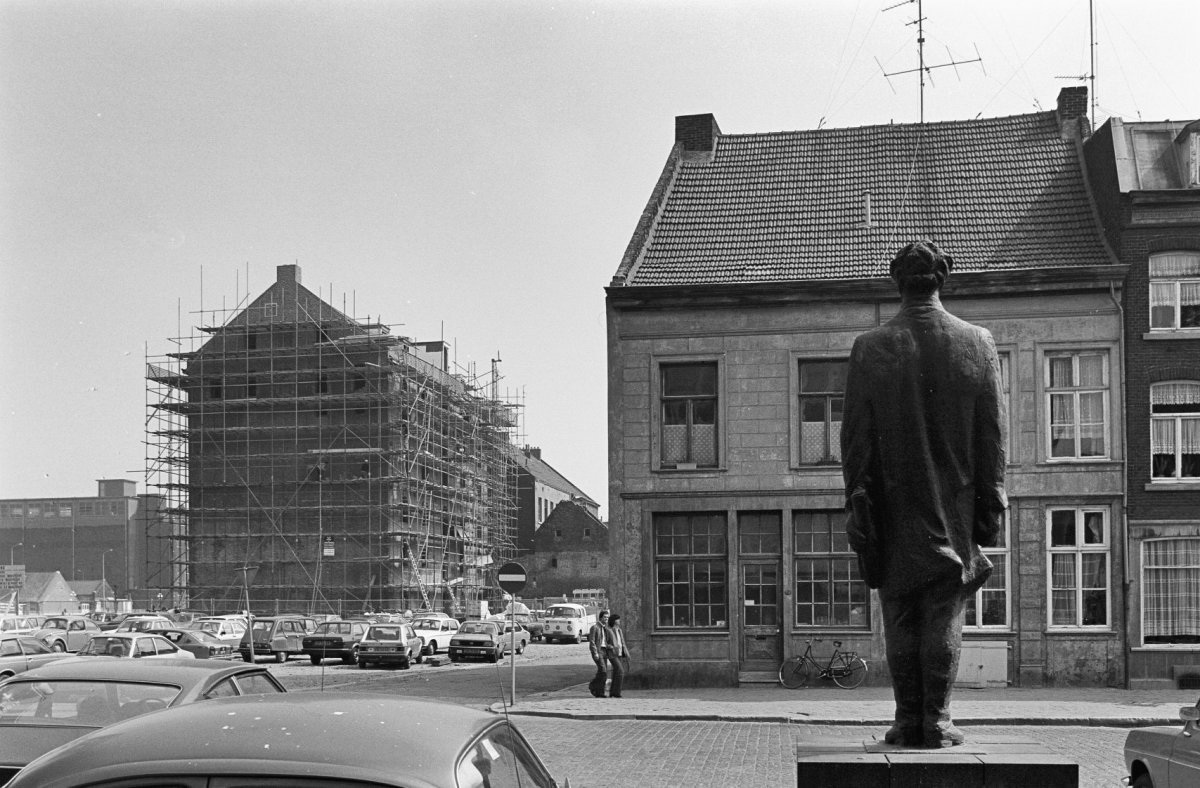
Bassinomgeving, 1981
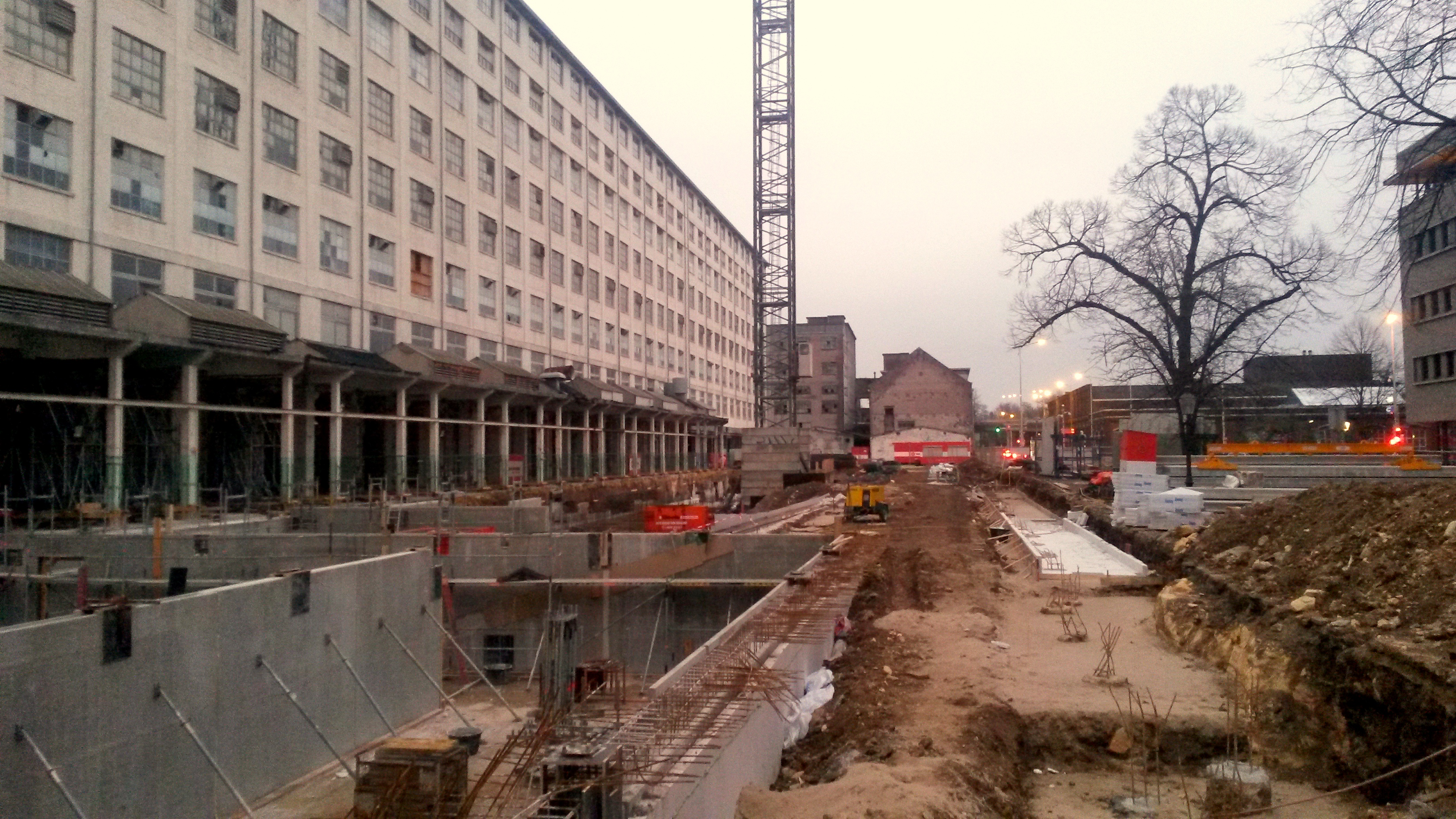
Bouw Pathé-bioscoop, 2015

## Architectuur, bezienswaardigheden
De Boschstraat ligt binnen het beschermd stadsgezicht van Maastricht en kent een zeer gevarieerde architectuur. De straat telt 70 rijksmonumenten, waarmee ze op een gedeelde tweede plaats staat van monumentrijke straten in Maastricht.

### Kerken, kloosters, refugiehuizen, hotels

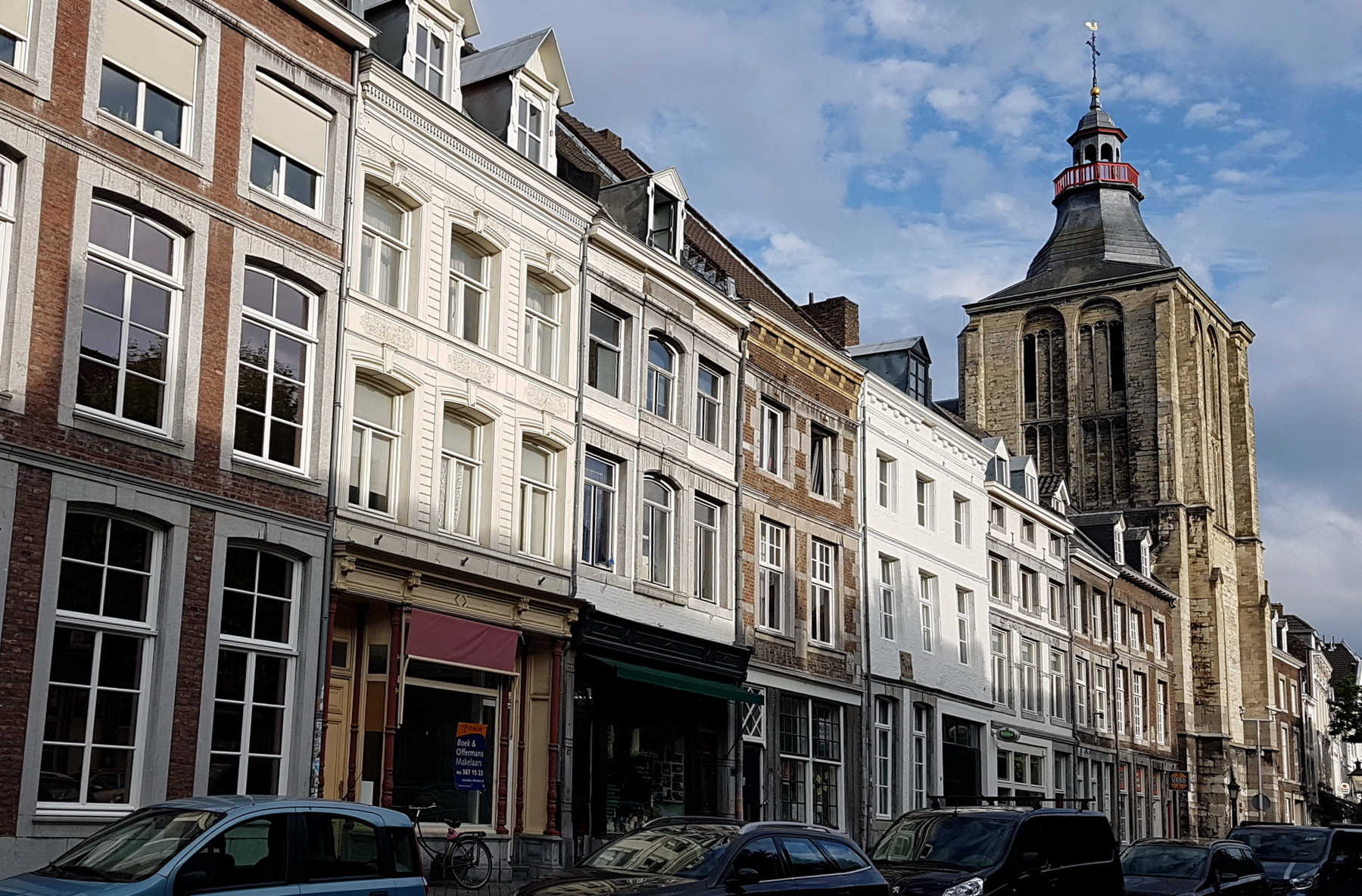
De Sint-Matthijs, dominant aanwezig in het straatbeeld (2017)

Het zuidelijk deel van de Boschstraat wordt gedomineerd door de 40 m hoge toren van de Sint-Matthiaskerk uit ca. 1350. De overige delen van de kerk zijn 15e-eeuws. De kerk is gebouwd van Limburgse mergel, behalve de in Naamse steen uitgevoerde onderbouw van de toren. De onvoltooide, gotische toren kreeg in 1769 een barokke torenbekroning. De gebeeldhouwde calvariegroep boven het hoofdportaal is neogotisch. Aan de noordkant is in de 20e eeuw een kapel aangebouwd, toegewijd aan Onze Lieve Vrouw van Banneux.
De Refugie van Hocht is het van oorsprong middeleeuwse refugiehuis van de abdij van Hocht, dat in de loop der eeuwen diverse malen verbouwd en vergroot is. Aan een verbouwing uit 1590 herinnert een gedenksteen met een chronogram aan de achterkant, waar zich ook een laatgotisch kruisvenster met accoladeboog bevindt. Aan de kant van de Boschstraat heeft het pand een zeer brede, negentiende-eeuwse gevel, die met zijn poorten, blinden en doorgetrokken balkon met gietijzeren balustrade doet denken aan soortgelijke gebouwen aan Parijse boulevards. Het naastgelegen pand Boschstraat 73 hoorde wel bij het klooster van de Zusters van het Arme Kind Jezus, maar heeft nooit deel uitgemaakt van het refugiehuis. Het huis heeft een gepleisterde lijstgevel uit de negentiende eeuw, versierd met hoekblokken in de vorm van diamantkoppen, muurankers en raamhekjes. In het gebouw is sinds 2018 een hotel gevestigd, Hotel Monastère.
Het Grande Maison du Lévrier et de l'Aigle Noir heeft een brede, gepleisterde lijstgevel uit het begin van de negentiende eeuw. De begane grond is geheel bekleed met Naamse steen. De koetspoort leidt naar een onderdoorgang met tegeltableaus uit omstreeks 1900. Ernaast bevindt zich een vestibule met zuilen en een originele trap. Een ander hotel is gevestigd in een iets terug gelegen, achttiende-eeuws herenhuis (nr. 80). Het Bastion Hotel, voorheen Hotel De Pauw, is een modern gebouw in traditionele baksteenstijl. Het voormalige hotel De Ossenkop op de hoek van de Boschstraat en de Fransensingel moest in 2014 wijken voor de bouw van de Muziekgieterij.

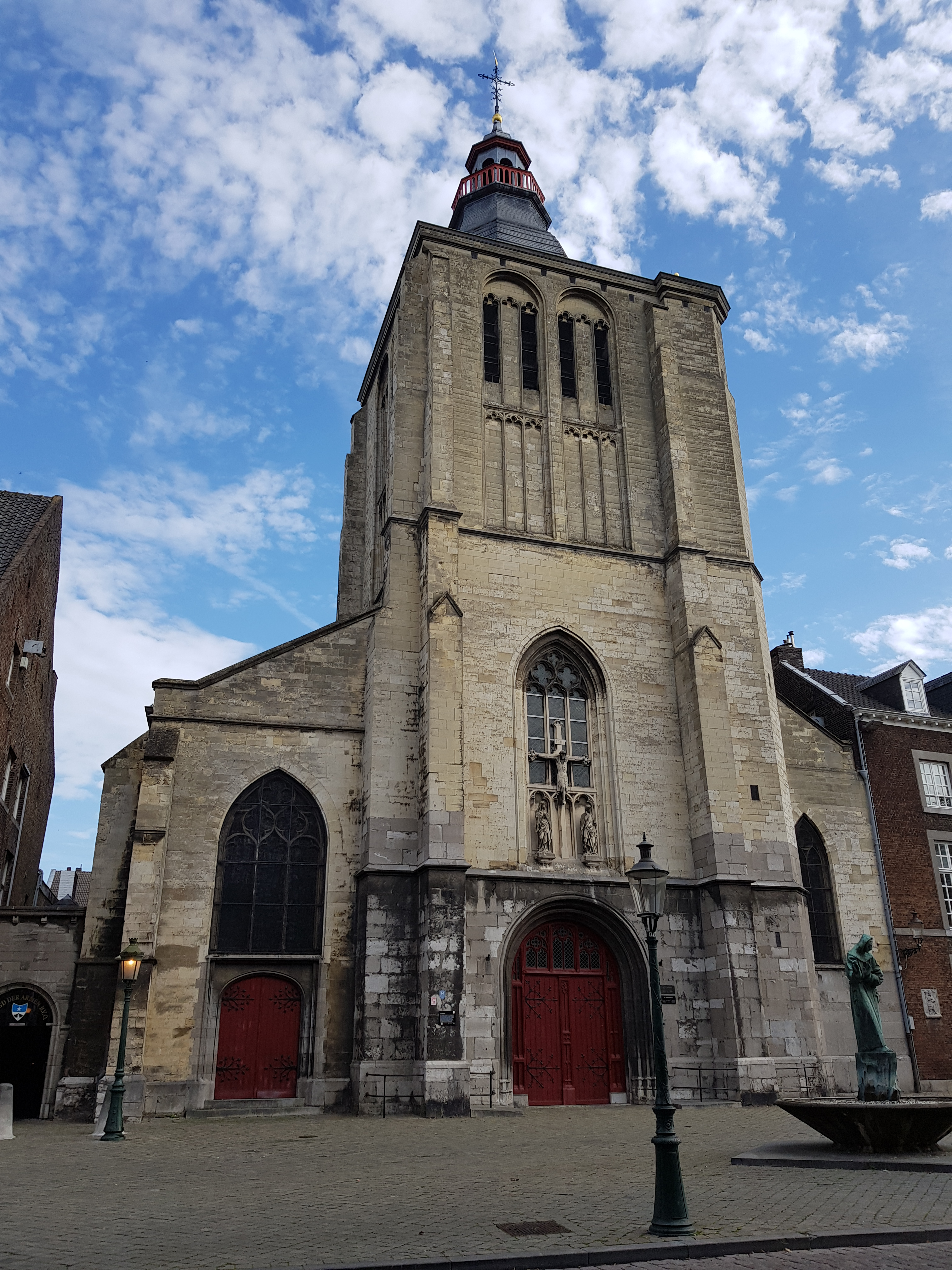
Sint-Matthiaskerk
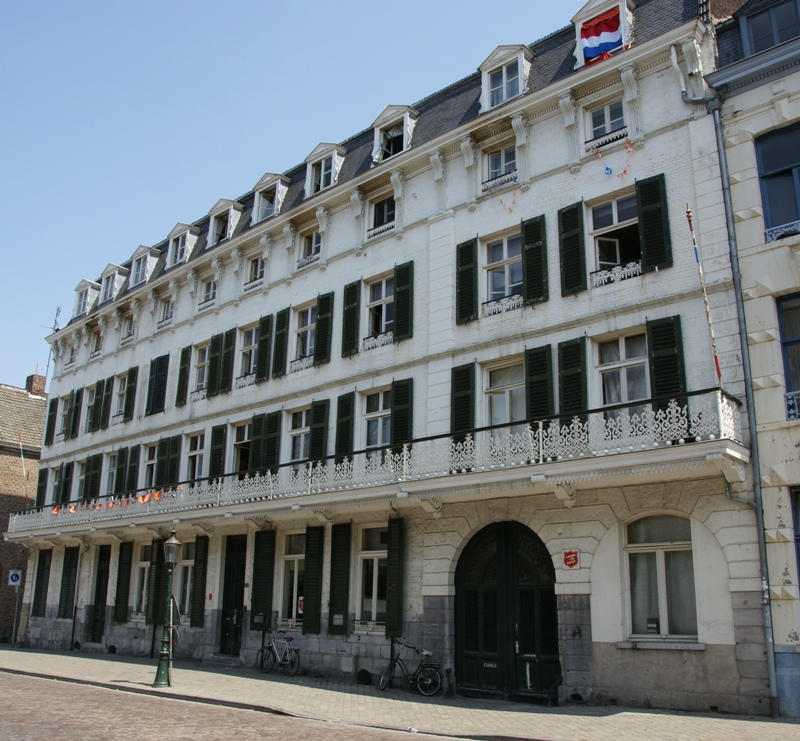
Refugie van Hocht (nrs. 69-71)
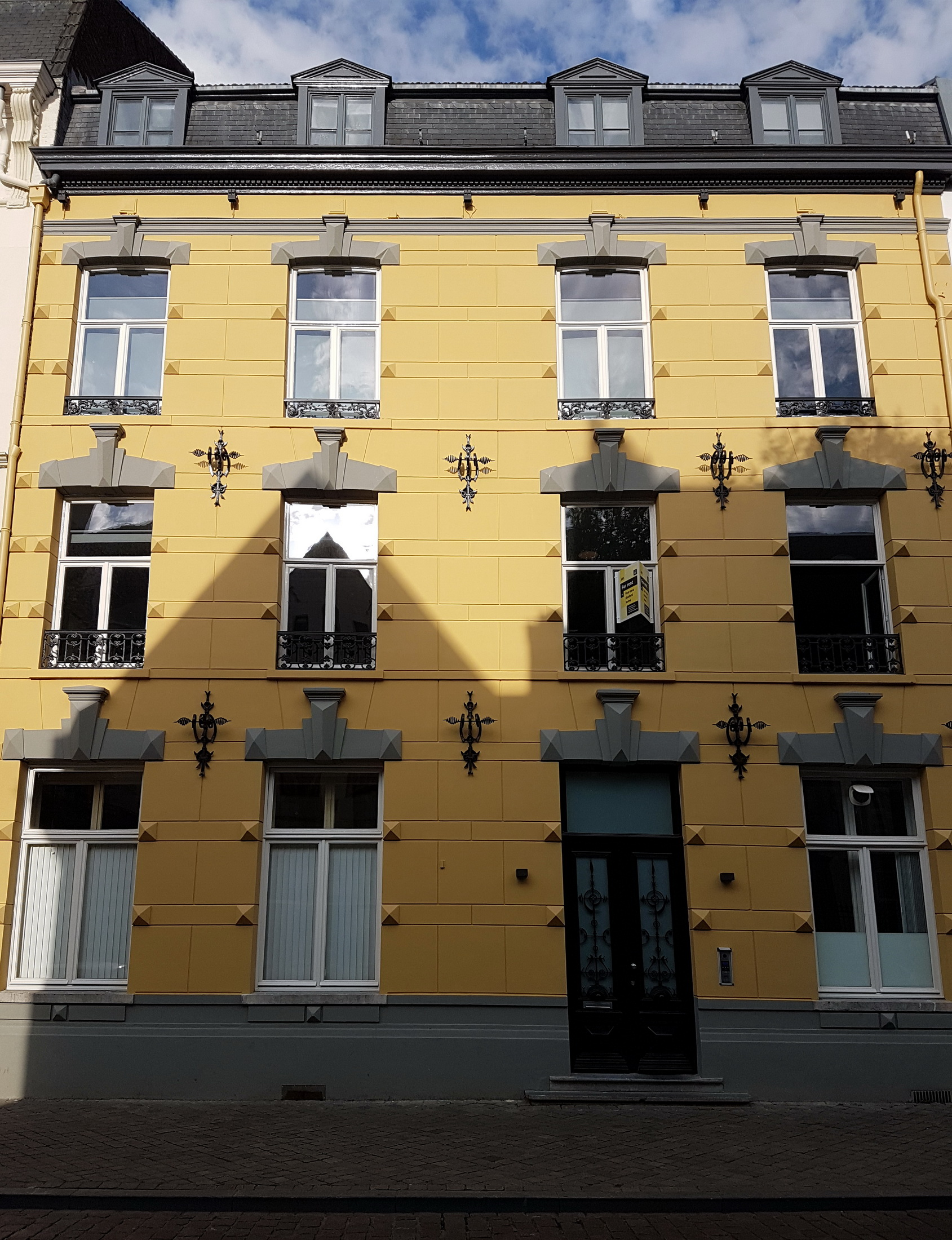
Boschstraat 73
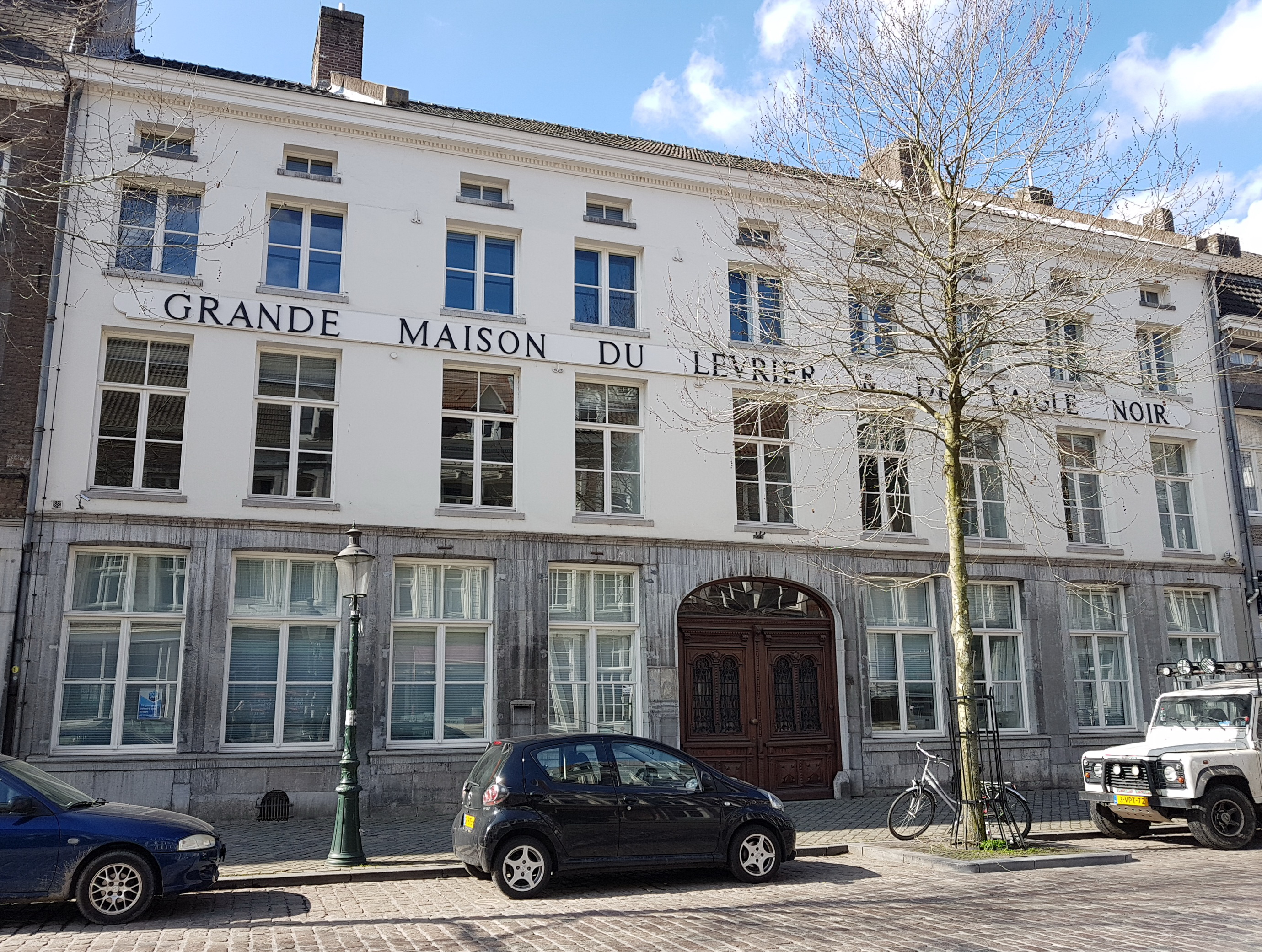
Grande Maison du Levrier et de l'Aigle Noir (nr. 76)

### Monumentale woonhuizen

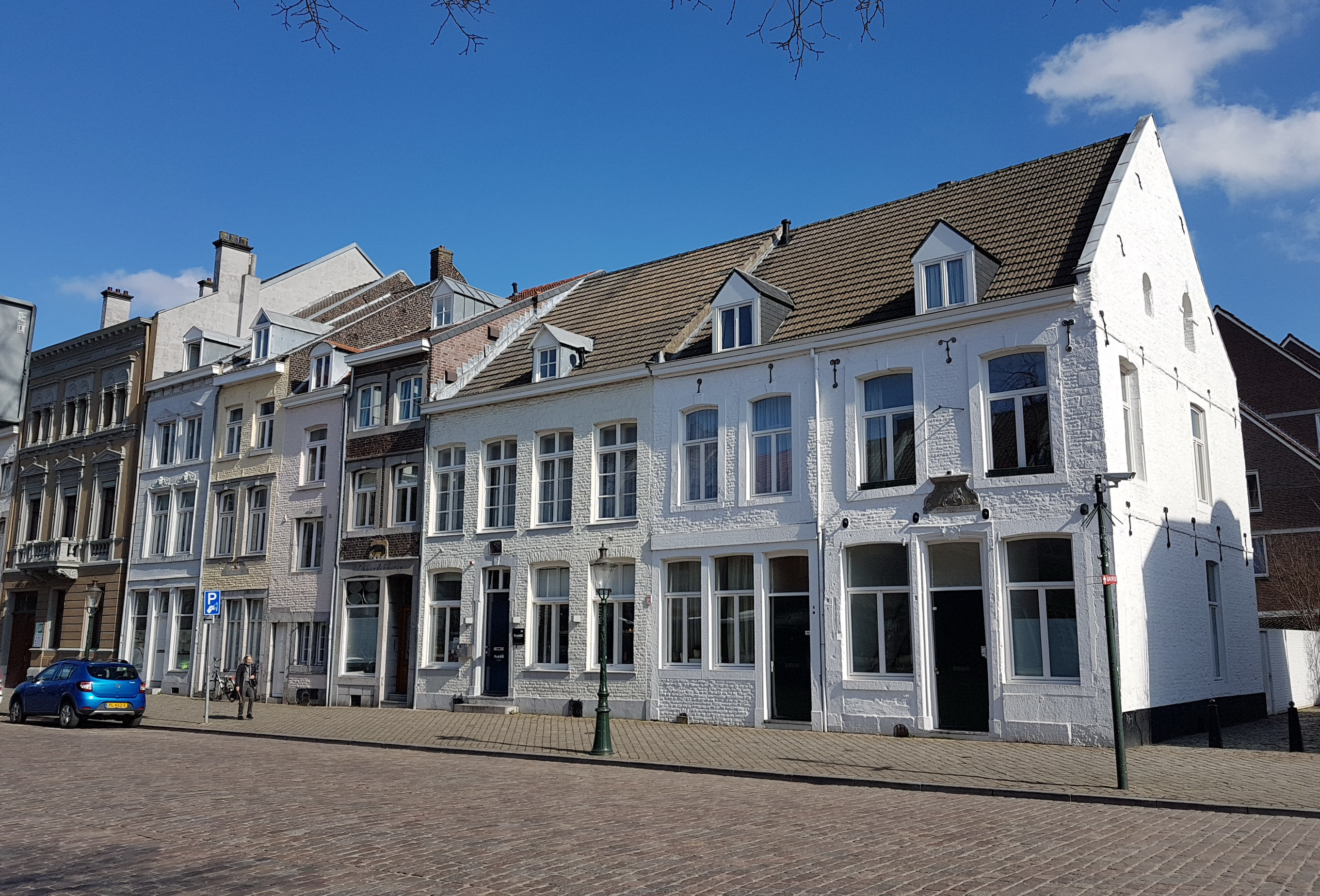
Boschstraat 47 t/m 55

Vooral in het zuidelijk deel van de straat bevinden zich goed bewaarde 17e- en 18e-eeuwse herenhuizen met gevels in Lodewijk XV- of Lodewijk XVI-stijl. Enkele huizen zijn gebouwd in de traditioneler aandoende Maaslandse renaissancestijl (bijvoorbeeld nrs. 49, 79, 89, 97 en 107-111). Een fraai 18e-eeuws herenhuis is Boschstraat 60, gebouwd in Régencestijl met een later toegevoegd timpaan in Lodewijk XVI-stijl (wellicht ontworpen door Mathias Soiron). De segmentboogvensters hebben gebeeldhouwde bovendorpels met rocaillemotieven. Het interieur heeft nog deels originele stucwerkdecoraties. De toegangspoort van nr. 83 heeft eveneens een rocaille-omlijsting.
Boschstraat 108 werd begin negentiende eeuw gebouwd in een overgangsstijl tussen Lodewijk XVI en neoclassicisme. De brede gevel heeft vijf vensterassen, waarvan de buitenste in hardsteen zijn uitgevoerd. De begane grond en de eerste verdieping zijn van elkaar gescheiden door een zware waterlijst; de ramen van de eerste en tweede verdieping zijn gekoppeld door gebeeldhouwde hardstenen panelen. Vóór het huis staan hardstenen stoeppalen met smeedijzeren kettingen. Het gebouw heeft nog originele gestucte plafonds en schoorsteenmantels.
Een ander bijzonder negentiende-eeuws huis is Boschstraat 45, in 1863 gebouwd in opdracht van Petrus II Regout, waarschijnlijk naar een ontwerp van 'huisarchitect' Wilhelm Wickop. Het gebouw heeft een rijk geornamenteerde gepleisterde gevel in eclectische stijl. De eerste verdieping heeft drie vensters met renaissance-omlijstingen; de ramen op de tweede verdiepingen zijn vormgegeven in rheno-romaanse stijl.

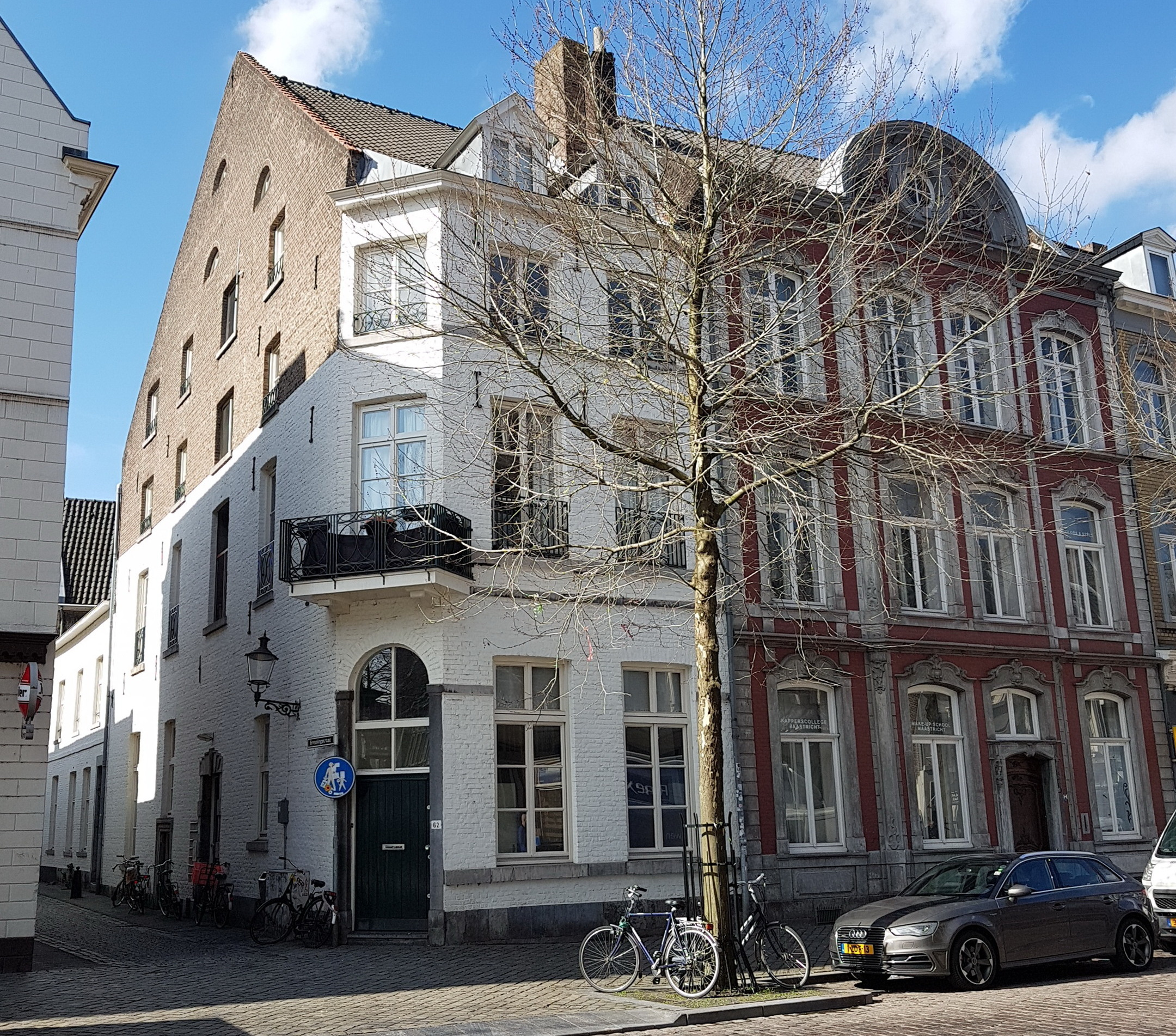
Boschstraat 60-62
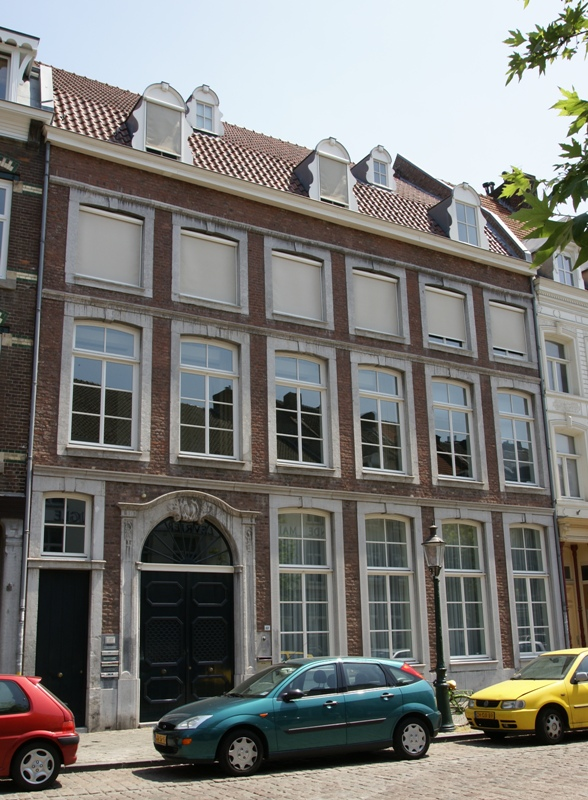
Boschstraat 83
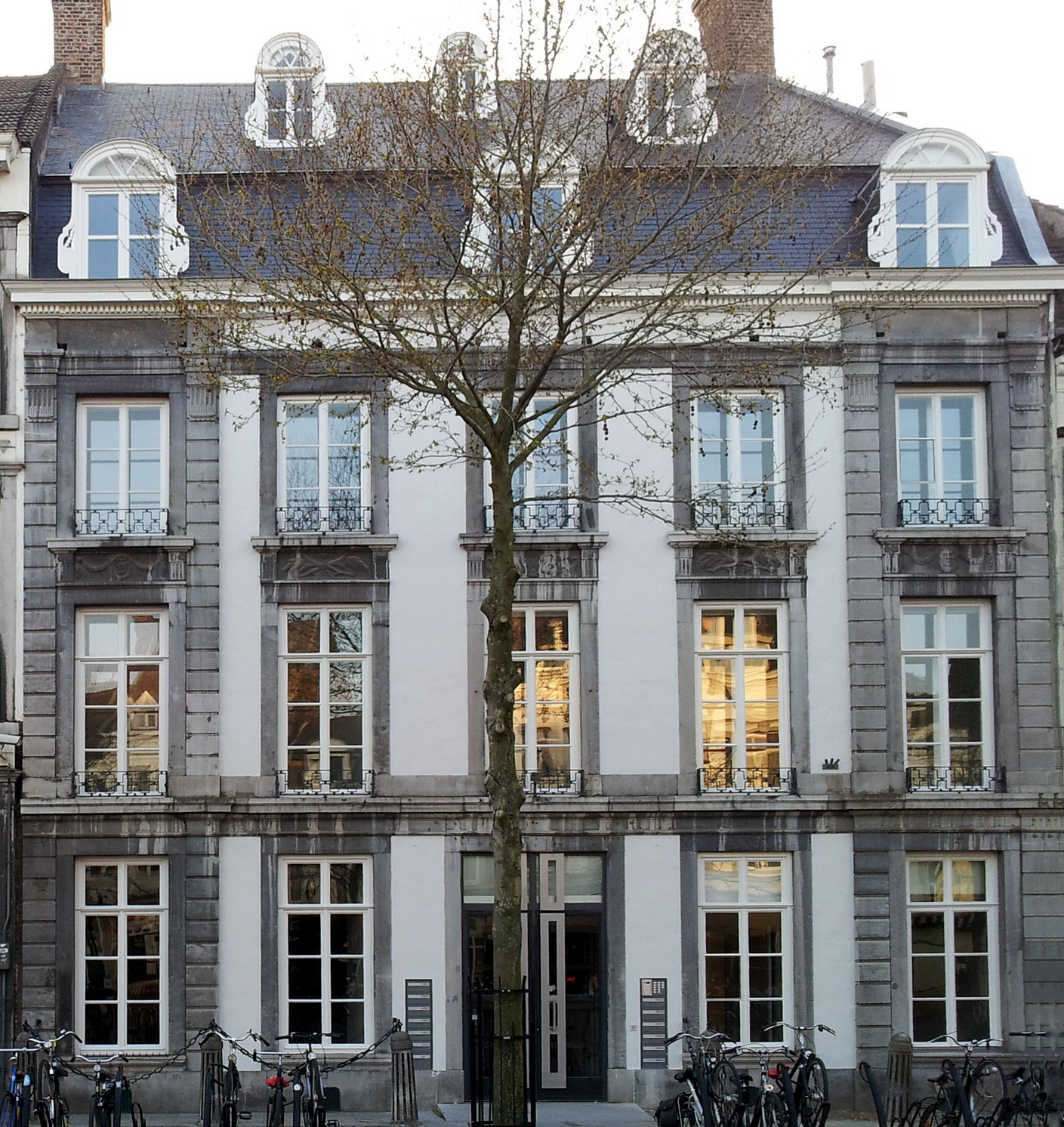
Boschstraat 108
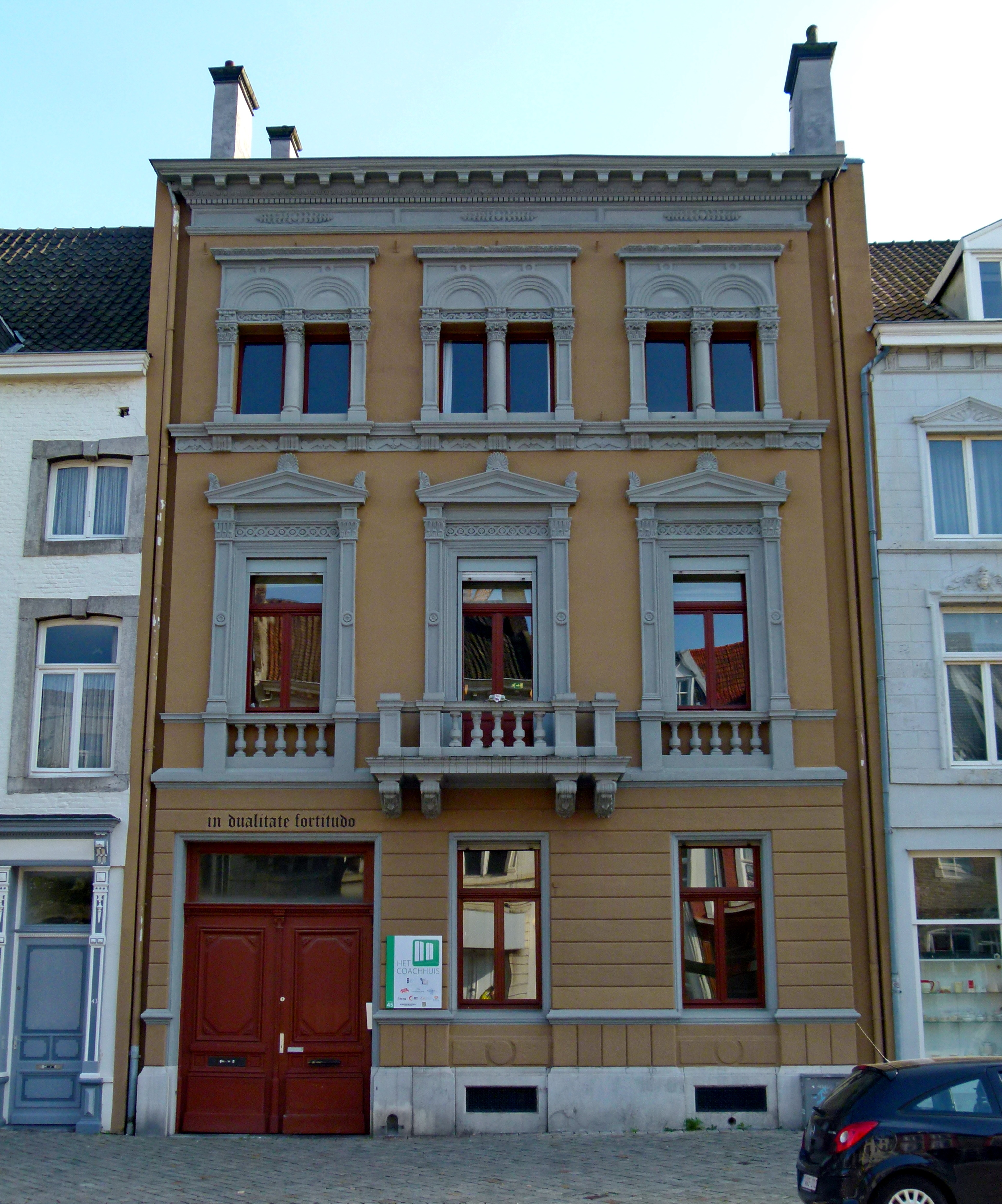
Boschstraat 45

### Industriële gebouwen

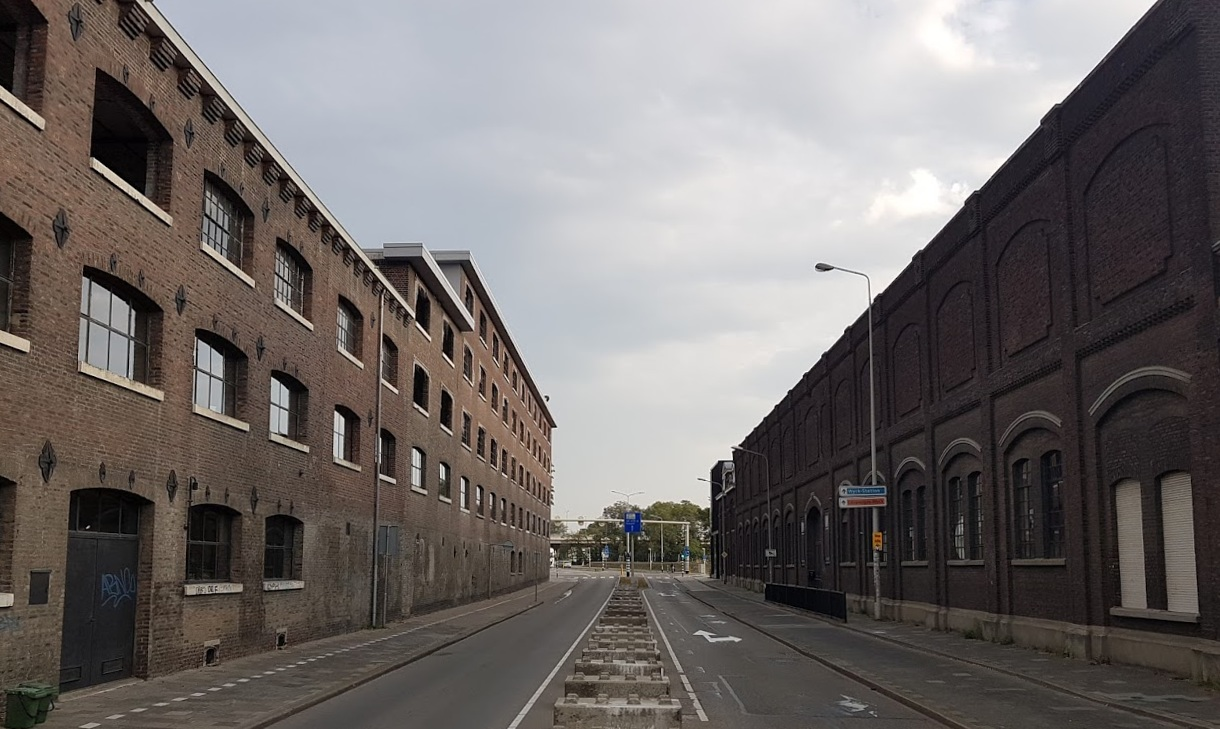
Post-industrieel stadslandschap met Kop van de Sphinx en Timmerfabriek (2020). De middenstrook is gereserveerd voor de tram

Het noordelijk deel van de Boschstraat wordt gekenmerkt door robuuste, industriële gebouwen, die soms scherp contrasteren met de woonhuizen uit de 17e, 18e en negentiende eeuw elders in de straat. Van de vroegste industriële expansie resteert vrijwel niets; het oudste bouwwerk is de neoclassicistische fabriekspoort uit ca. 1865, naast het moderne kantoorgebouw. Het gebouwencluster aan de noordoostzijde van de Boschstraat wordt meestal aangeduid als Timmerfabriek, hoewel de timmerwerkplaats slechts een klein onderdeel daarvan is. Het complex bestaat grotendeels uit loodsen met sheddaken. Aan de zuidkant, grenzend aan het Bassin, ligt de voormalige glas- en kristalshowroom uit 1905 met een fraai gestuct interieur. Aan de overkant, op de noordwesthoek van de Boschstraat, ligt een cluster van fabrieksgebouwen, die alle uit de late negentiende, of vroege 20e eeuw stammen. De fabrieksmuur met poort (hoek Boschstraat-Frontensingel) dateert uit 1873.
Het Eiffelgebouw is een langgerekt, thans witgeschilderd fabrieksgebouw van zeven verdiepingen. Het bestaat uit drie min of meer identieke bouwdelen, die in 1930, 1932 en 1941 gereed kwamen. De eerste twee bouwdelen hebben een skeletbouwconstructie van gewapend beton; het laatste bezit een staalskeletconstructie. Ten zuiden hiervan ligt het voormalige kantoorgebouw van de Koninklijke Sphinx in functionalistische stijl (architect: A. Postma, 1956) en daarachter de sanitair-showroom uit 1950. Het tussen het Bassin en de Boschstraat gelegen blok woningen en pakhuizen werd eind jaren zeventig gesloopt en vervangen door een hotel en een strak vormgegeven appartementengebouw.

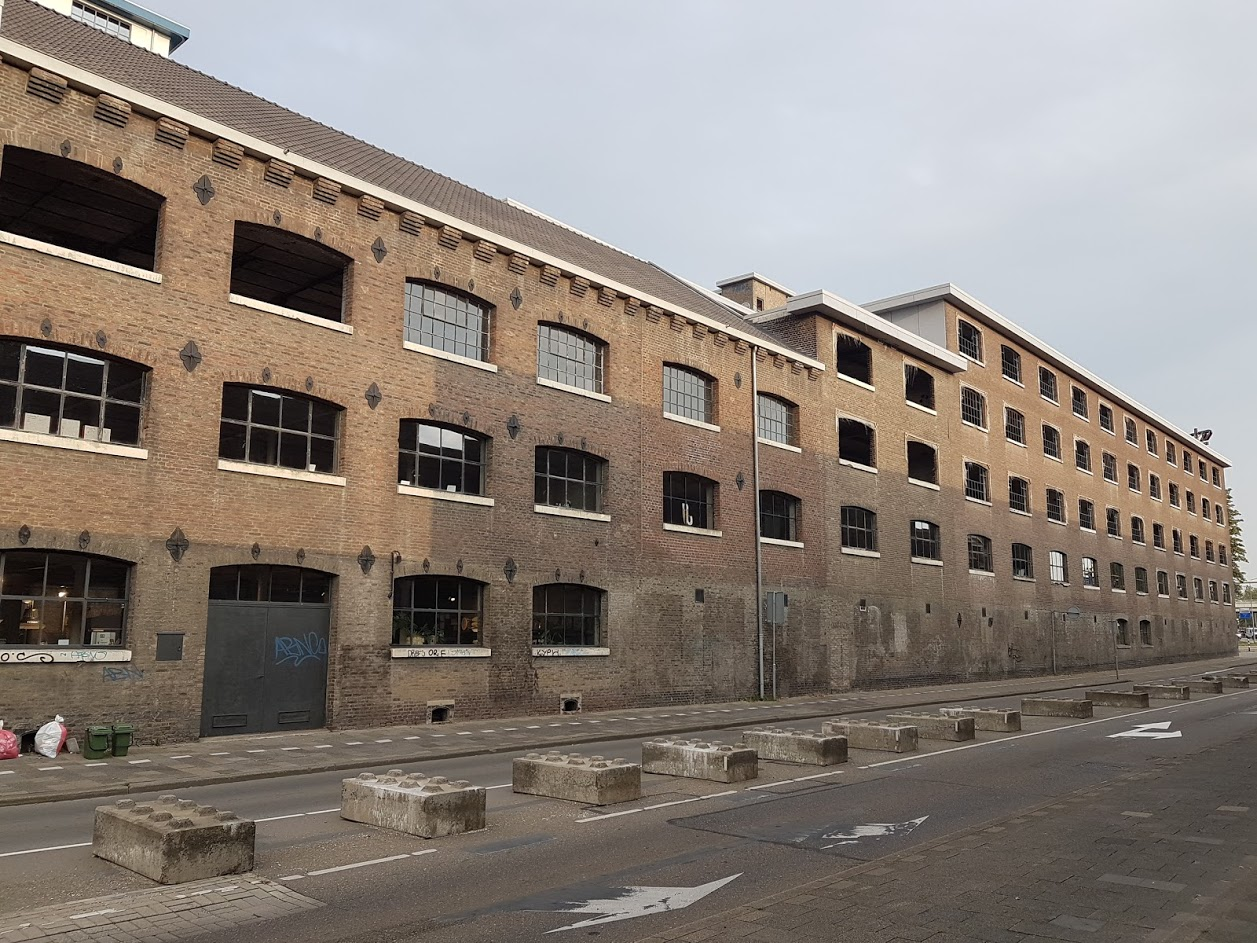
Kop van de Sphinx
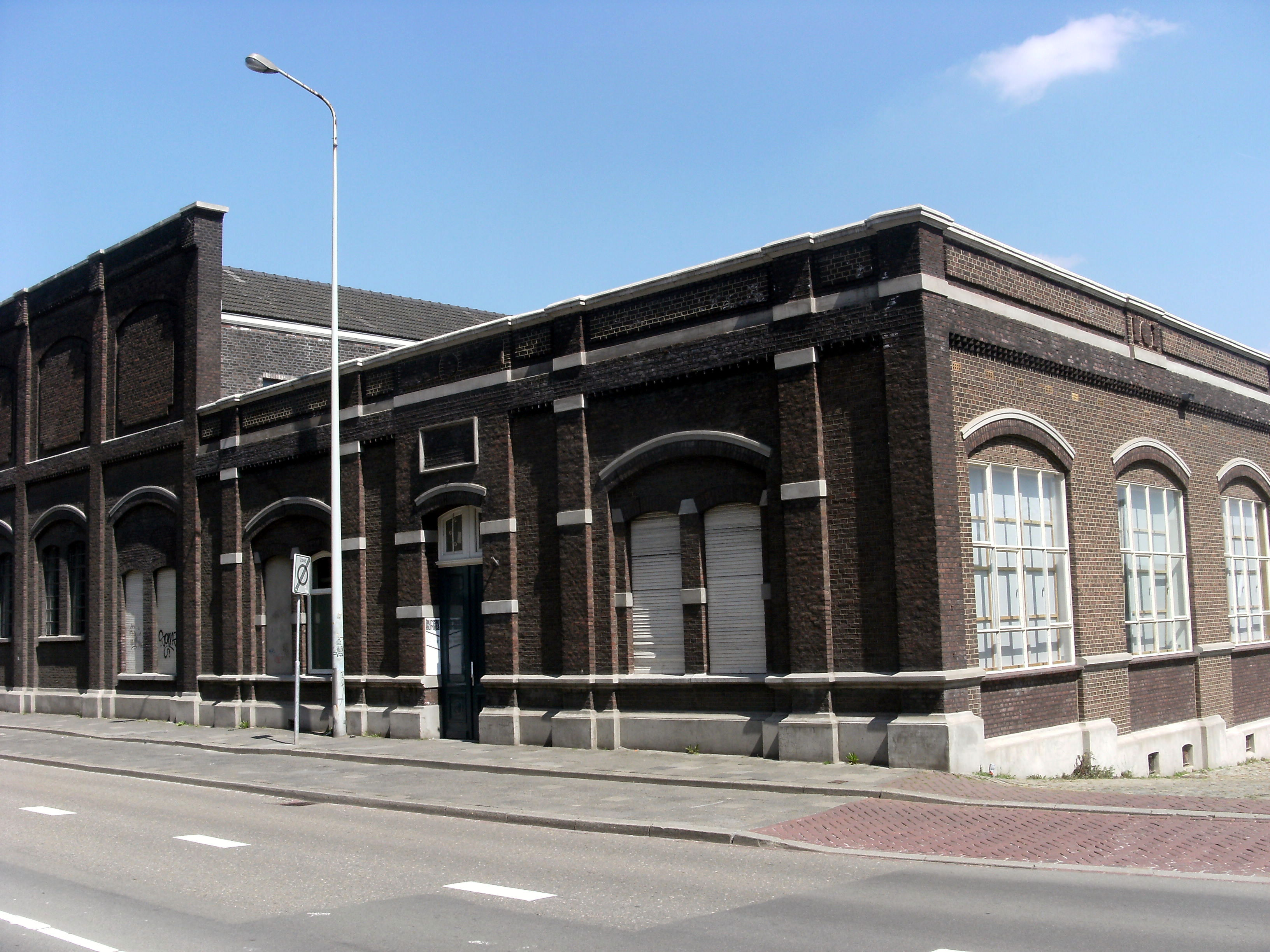
Timmerfabriek
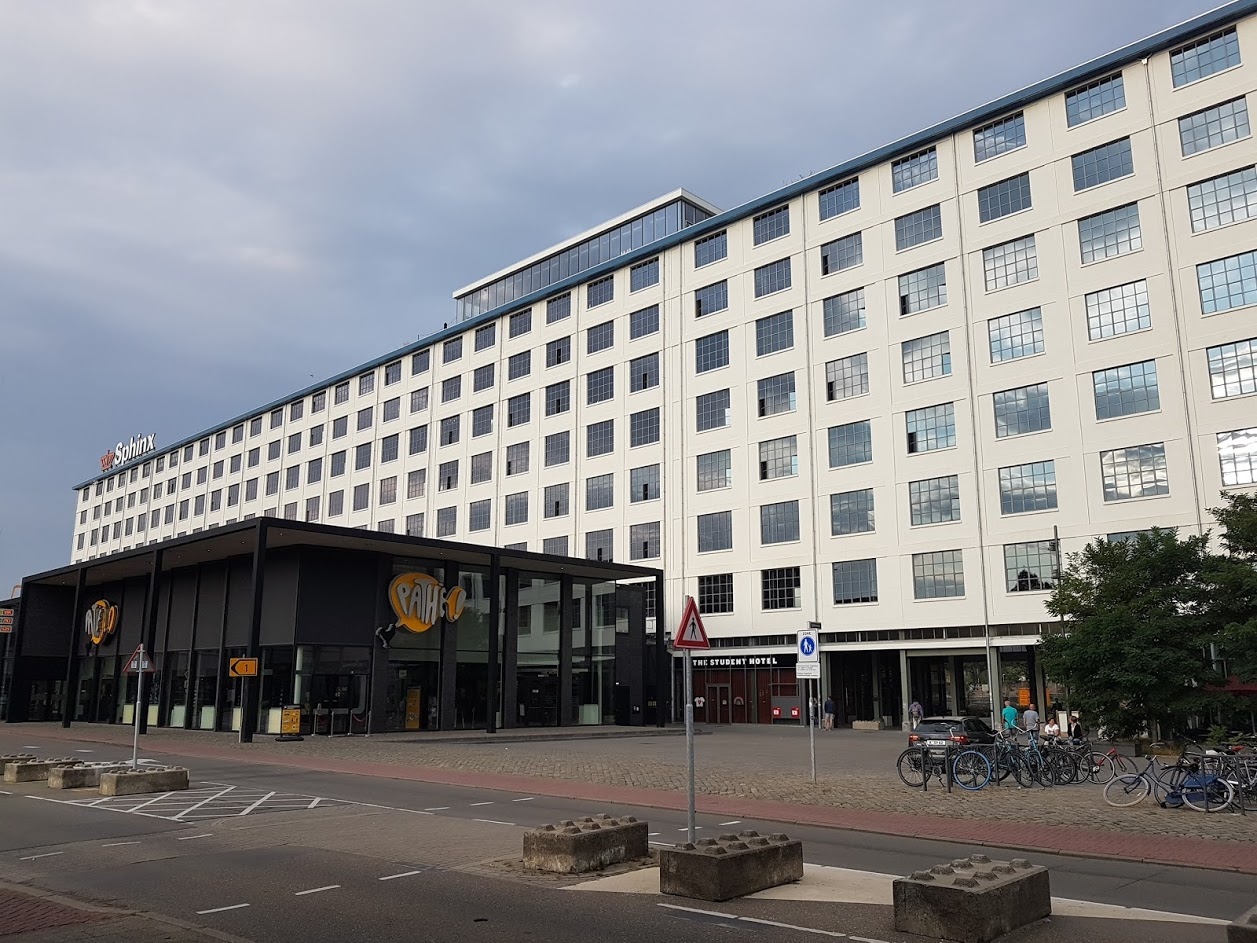
Eiffelgebouw en bioscoop
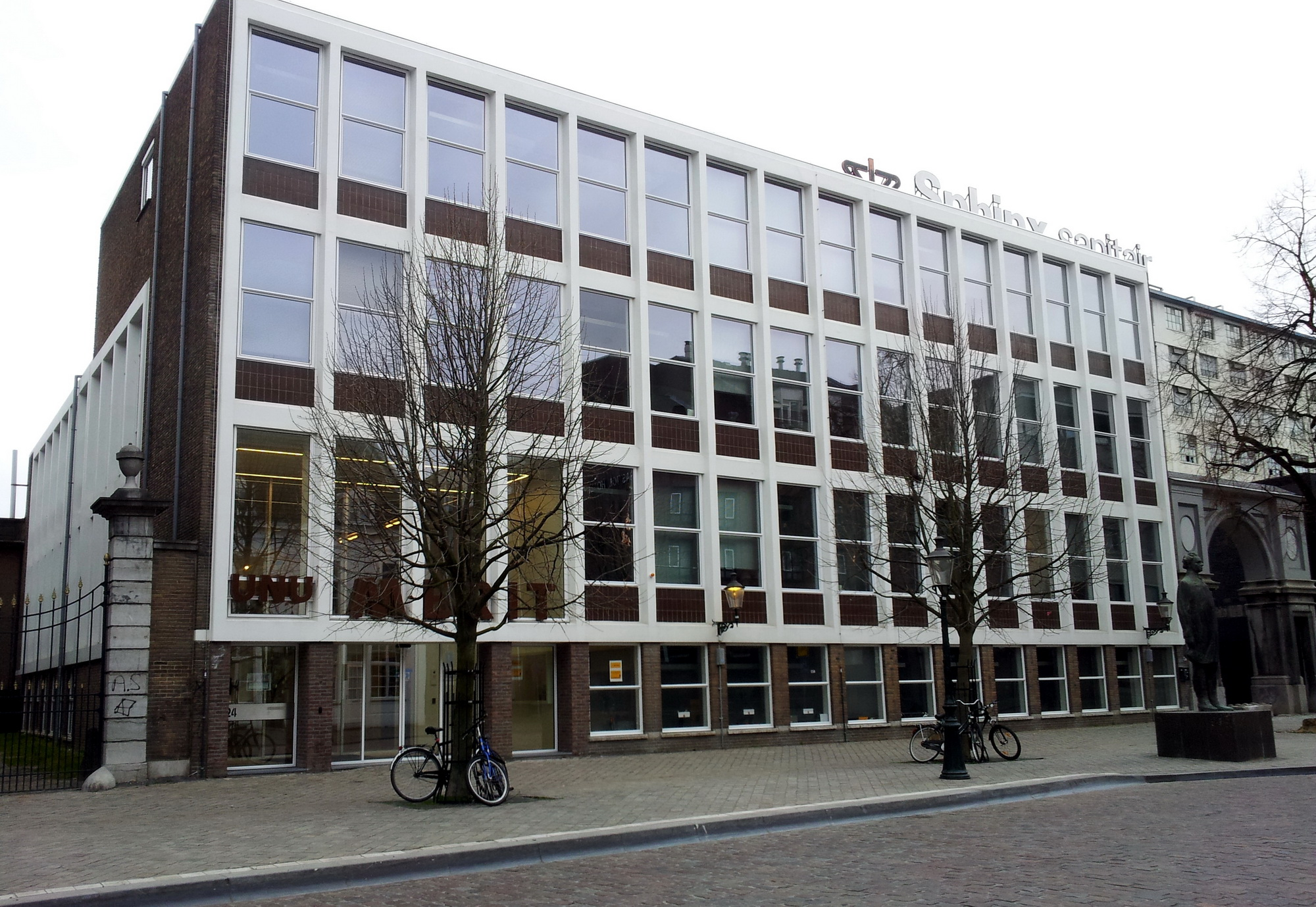
Kantoor en fabriekspoort

### Gevelstenen, standbeelden, straatmeubilair

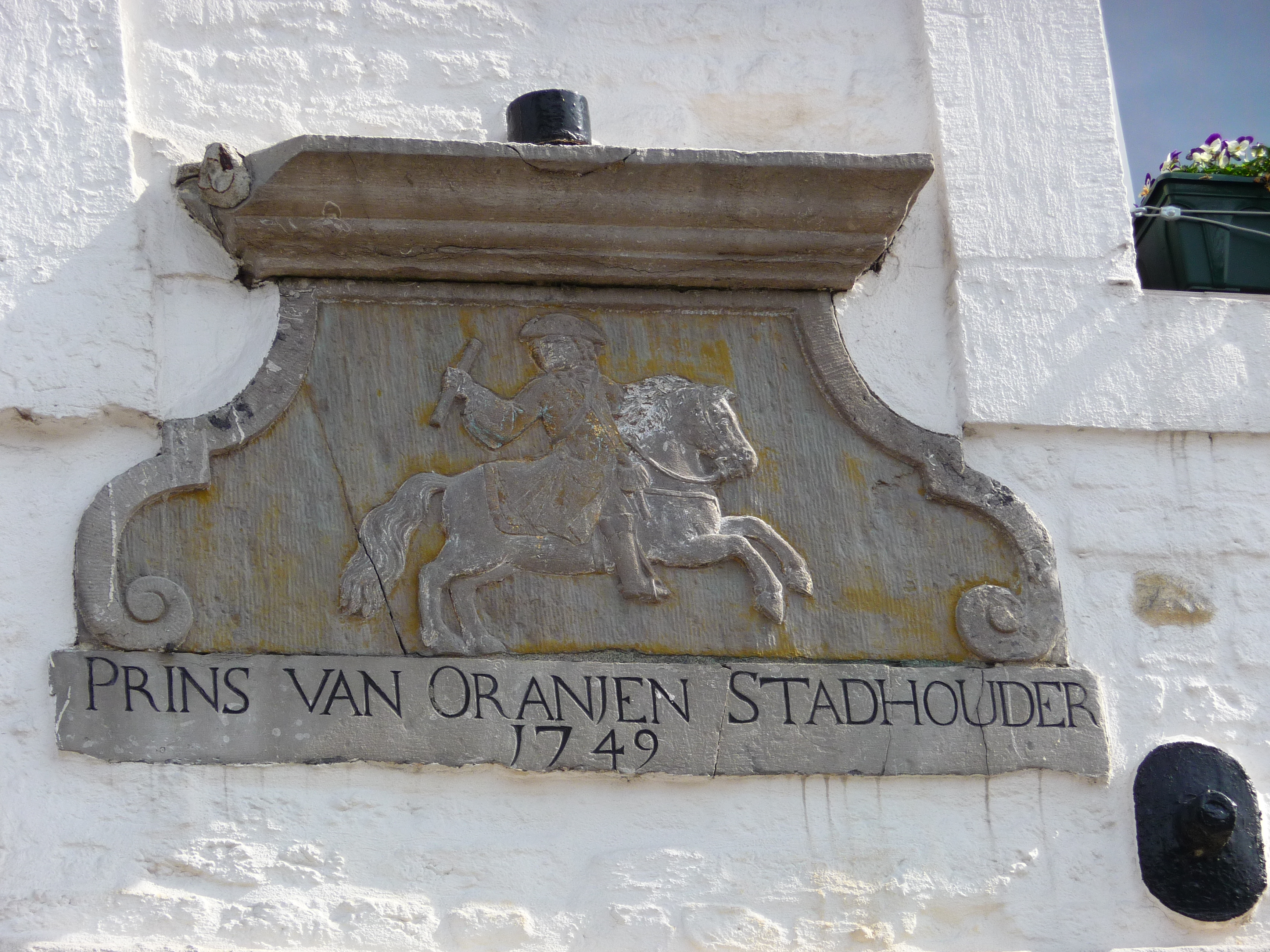
Gevelsteen nr. 57

Meer dan dertig huizen in de Boschstraat bezitten gevelstenen, veelal uit de 18e eeuw. Bijzondere exemplaren bevinden zich onder andere op nrs. 36, 40a, 49-57, 63, 89-97, 101 en 113. Voor Boschstraat 60 bevindt zich sinds 2019 een struikelsteentje voor de verzetsman Ab Schols (1916-1944), die als lid van het verzet in oktober 1944 in de buurt van Posterholt werd gearresteerd en korte tijd later in de bossen bij Effeld werd doodgeschoten.
Het standbeeld van Jan Pieter Minckeleers van Bart van Hove uit 1904 is in 2006 enkele tientallen meters zuidwaarts verplaatst, waardoor het nu op de grens van de Boschstraat en de Markt staat. Het bronzen standbeeld staat op een hoge, hardstenen sokkel met bronzen plaquettes, waarop in reliëf enkele scènes uit het leven van de Maastrichtse wetenschapper zijn weergegeven.
Het bronzen beeld van Sint Antonius van Padua van Charles Eyck uit 1951 is deel van een fontein ontworpen door Jean Huysmans en staat voor de Sint-Matthiaskerk. Vroeger was het 170 cm hoge beeld op een sokkel van 120 cm omgeven door negen bronzen, water spuitende vissen. Deze zijn na herhaaldelijke diefstal vervangen door een bronzen band met 30 gaatjes. De fonteinbak heeft een diameter van 320 cm.
Voor het voormalig kantoor van de Koninklijke Sphinx staat het standbeeld van Petrus I Regout van beeldhouwer Wim van Hoorn uit 1959. De onthulling door prins Bernhard vond pas in 1965 plaats. De late oprichting van dit standbeeld en de veelvuldige bekladdingen houden wellicht verband met de slechte reputatie op sociaal gebied die met name Regouts zonen in Maastricht hadden. Het in brons gegoten beeld is 3 m hoog en staat op een 1 m hoge sokkel.
Vlak bij de Markt staat een drinkwaterfontein voor paarden en andere dieren, in Maastricht niet geheel correct Wallacefontein genoemd. De fontein lijkt een exacte kopie van de fontaines Montefiore in Luik, in 1888 door de Luikse stadsarchitect Joseph Lousberg ontworpen in opdracht van de weldoenster Hortense Montefiore-Bischoffsheim en gegoten in de bronsgieterij van haar echtgenoot, Georges Montefiore-Levi, in Anderlecht. Het Maastrichtse exemplaar werd in 1897 geplaatst door de Limburgse Vereniging tot Bescherming van Dieren ("Bond tegen Dierenkwelling"). Het stond aanvankelijk op de Markt achter het Stadhuis, verhuisde in 1901 naar de vismarkt op de Boschstraat en in 1904, vanwege de plaatsing van het standbeeld van Minckelers, naar de huidige locatie. De 250 cm hoge fontein heeft twee drinkschalen die op verschillende hoogten zijn geplaatst, voor grote en kleine dieren. Mogelijk werd de zuil oorspronkelijk bekroond door een botteresse (een soort 'mooswief'), zoals bij de eerste Luikse exemplaren. In 1952 werd een beeldje van Charles Vos met een voorstelling van een jager met hazen en konijnen boven op de zuil geplaatst. Na diefstal werd dit vervangen door drie bronzen paardjes. De in 1994 gerestaureerde fontein is sinds 1997 een rijksmonument.

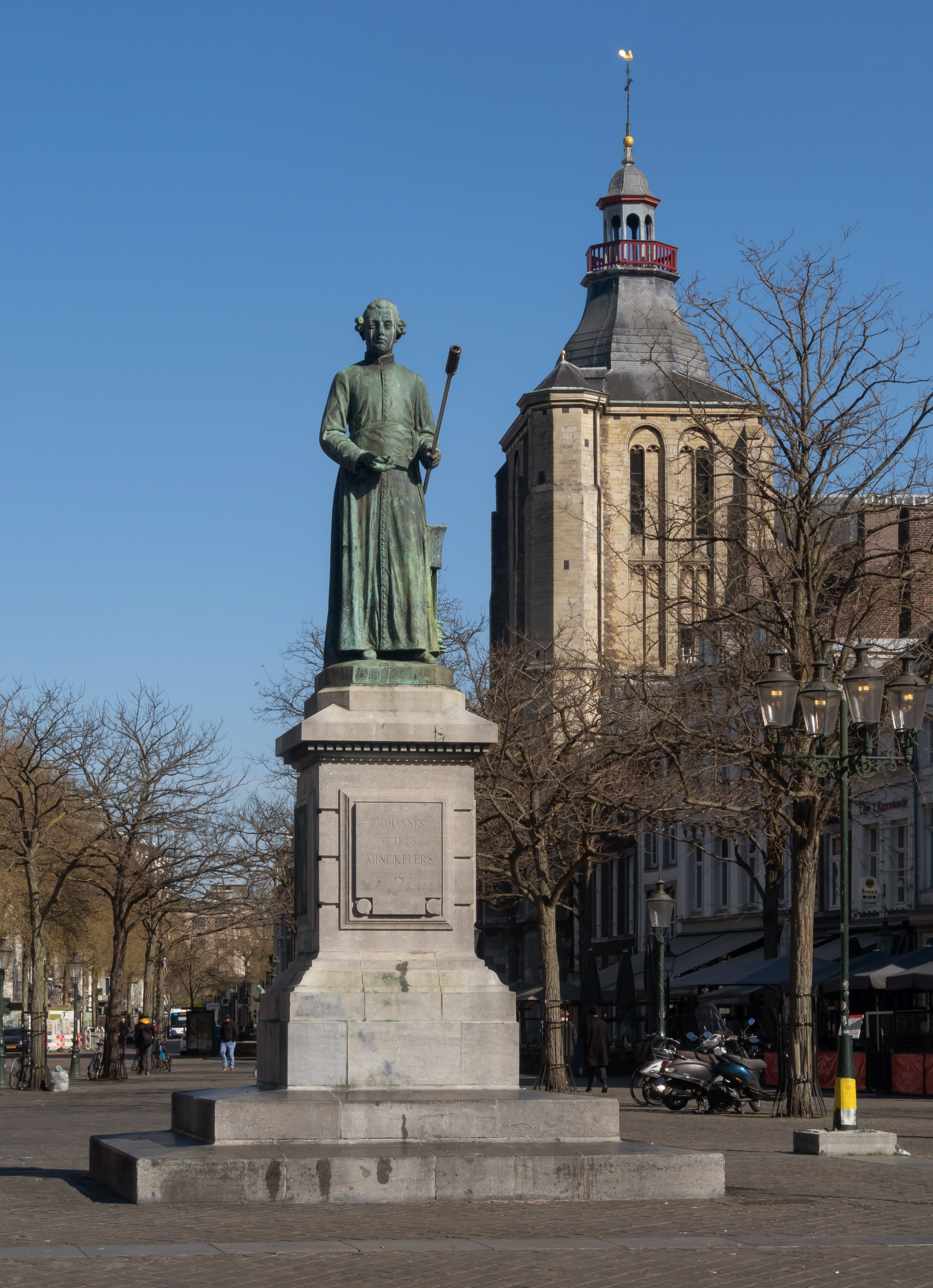
J.P. Minckeleers
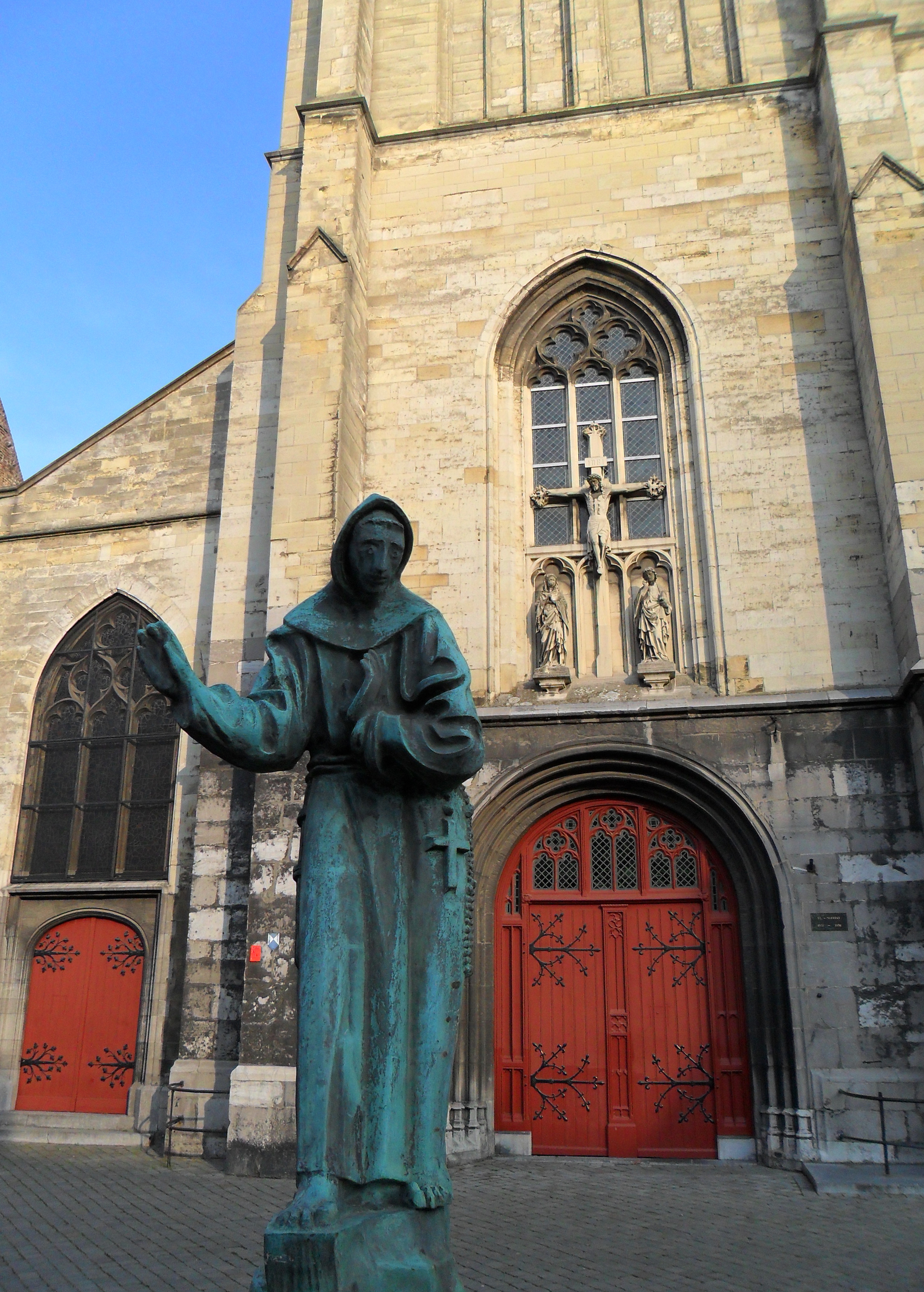
Antonius van Padua
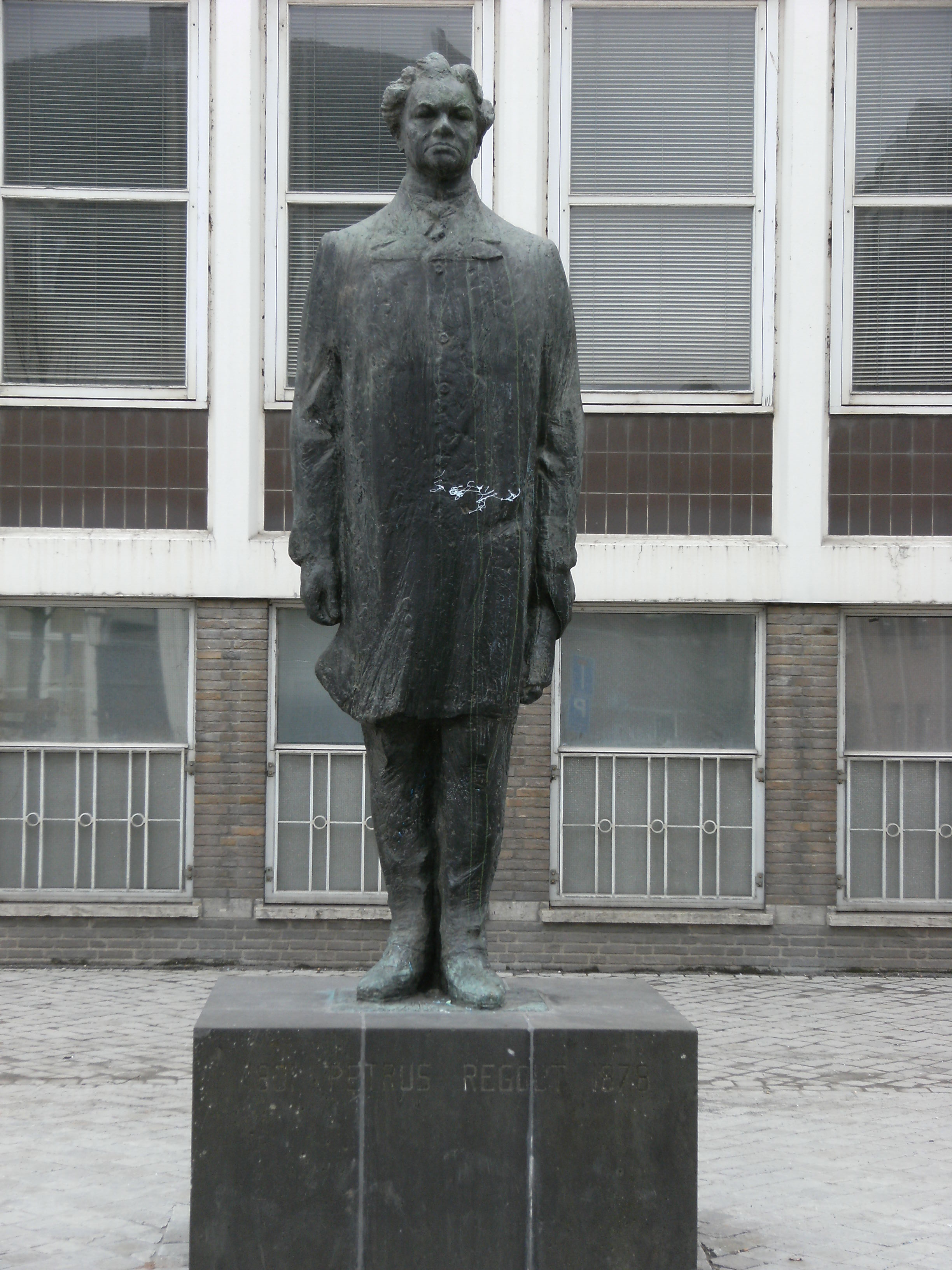
Petrus Regout
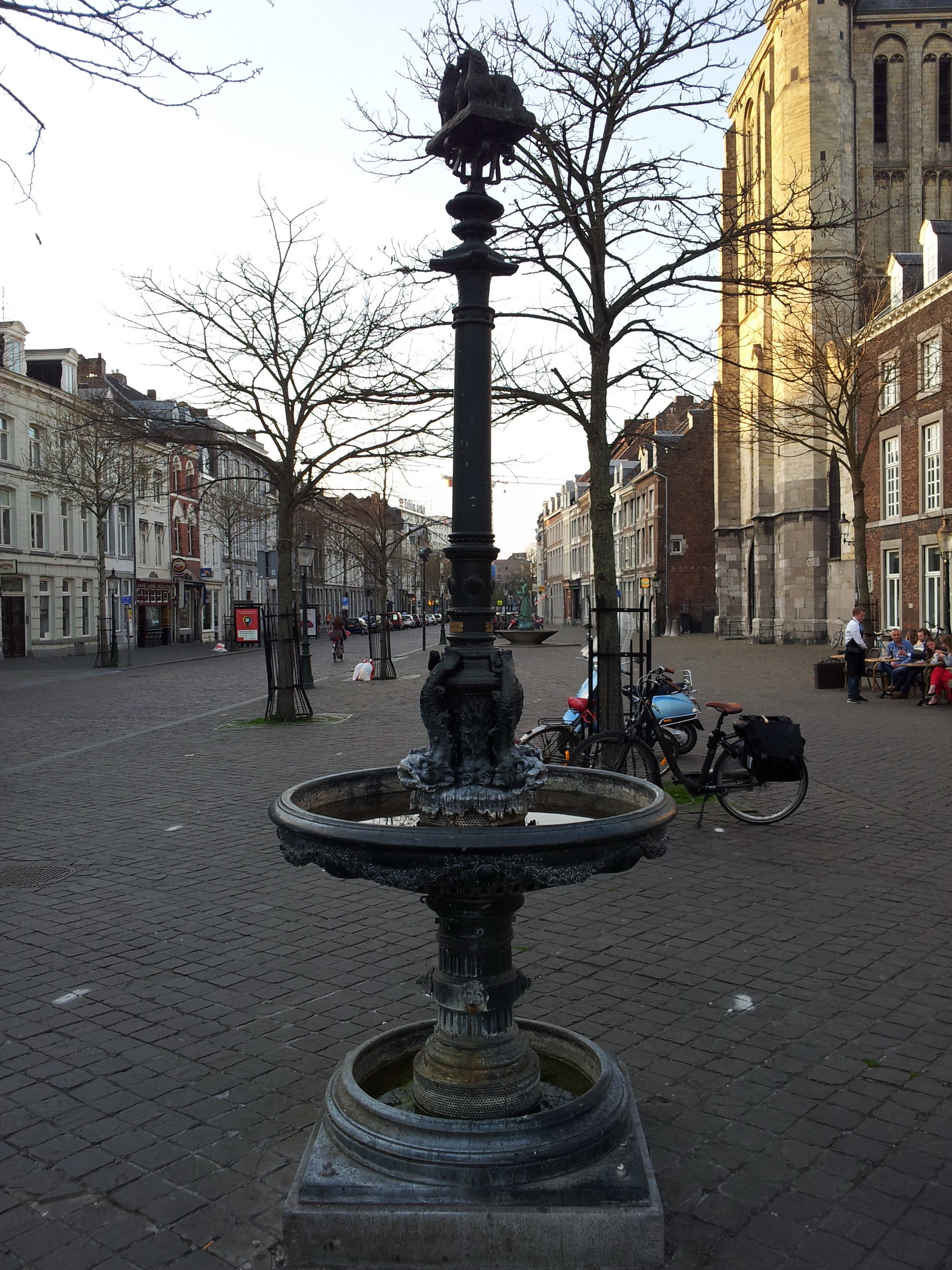
Paardendrinkfontein

## Trivia
- Het oudste café van Maastricht is niet In den Ouden Vogelstruys aan het Vrijthof, maar waarschijnlijk café 't Rozenhoedje aan de Boschstraat 109, voorheen Houtmarkt genoemd. Archiefonderzoek wees uit dat al in 1466 een huis genaamd "Roesenhuetgen" op de Houtmarkt lag en dat hier in 1485 een herberg was gevestigd.[28][29]
- Vanouds mochten de jongens van de Sint-Matthijsparochie tijdens de kermis de kerkklokken bespelen met 'den tinctanc'. Vanaf 1633 werd die traditie voortgezet in de Catharinakapel. De klokkentoren was echter alleen te bereiken via het huis van de notaris Caris.[30]
- Het chique Hôtel du Lévrier (ook wel Grey Hound Hotel) werd in de negentiende eeuw gerund door madame Van Halen, een gefortuneerde weduwe. Bij haar in het hotel woonde haar kleindochter Julie Stinglhamber, die als achttienjarige in het bevolkingsregister te boek stond als 'rentenierster'. Dat het hotelleven geen verdorven invloed op haar had, moge blijken uit het feit dat zij in 1854 de stichteres en geldschietster werd van het klooster van de zusters van de Heilige Joseph op de Kommel.[31]
- In 1898 werd, met gemeentelijke toestemming, onder de Boschstraat een tunnel en een korte spoorlijn aangelegd. De tunnel was bedoeld voor goederentransport tussen de Sphinx-fabrieken en de aan de overkant van de straat gelegen magazijnen. Over deze tunnel ontstonden in de loop der tijd allerlei verhalen. Zo zou de tunnel gebruikt zijn door de Regouts om controles op kinderarbeid te ontduiken.[32]
- De zuidelijke Boschstraat, het breed uitwaaierend deel achter het standbeeld van Minckeleers, is elke vrijdag het toneel van de vismarkt, een belangrijk onderdeel van de algemene warenmarkt.